# Tousséguéla
Tousséguéla est une localité et une commune rurale du Mali, chef-lieu d'arrondissement dans le cercle de Kolondiéba et la région de Bougouni.

## Villages
La commune s'étend sur 8 localités relevées lors du recensement général de 2009. 
Les villages les plus peuplés sont :
- Tousséguéla (2 766 habitants)
- Tienkoungo (934 habitants)
- Bogola (707 habitants)